# علي بن حسين الكوتي
وهو السيد علي الكوتي بن حسين، وهو فقيه وخطاط ومؤلف وعالم مسلم، وكان من الخطاطين المشهورين بفن الخط في بغداد، وتخرج على العلامتين الشيخ محمود شكري الآلوسي، والشيخ علي الألوسي القاضي، وقرأ أيضاً على الشيخ عبد الوهاب النائب، وكان يمتهن الخط وفي خطهِ روعة وجمال وجودة وشغل منصب الإمامة في جامع الآصفية، وفي عام 1330هـ/1911م، عين بمنصب المفتي في مدينة بعقوبة.
وكانت لديه مكتبة حافلة بالكتب والمؤلفات القيمة ونوادر المخطوطات، وكتب كثيراً منها بخطه.

## وفاته
توفي علي الكوتي في عام 1335هـ/1916م، حيث رجع من مدينة بعقوبة إلى بغداد وتوفي فيها، ودفن في مقبرة الغزالي.